# Glacière naturelle
Pour les articles homonymes, voir Glacière (homonymie).
Ne doit pas être confondu avec Grotte de glace.
 (octobre 2012).

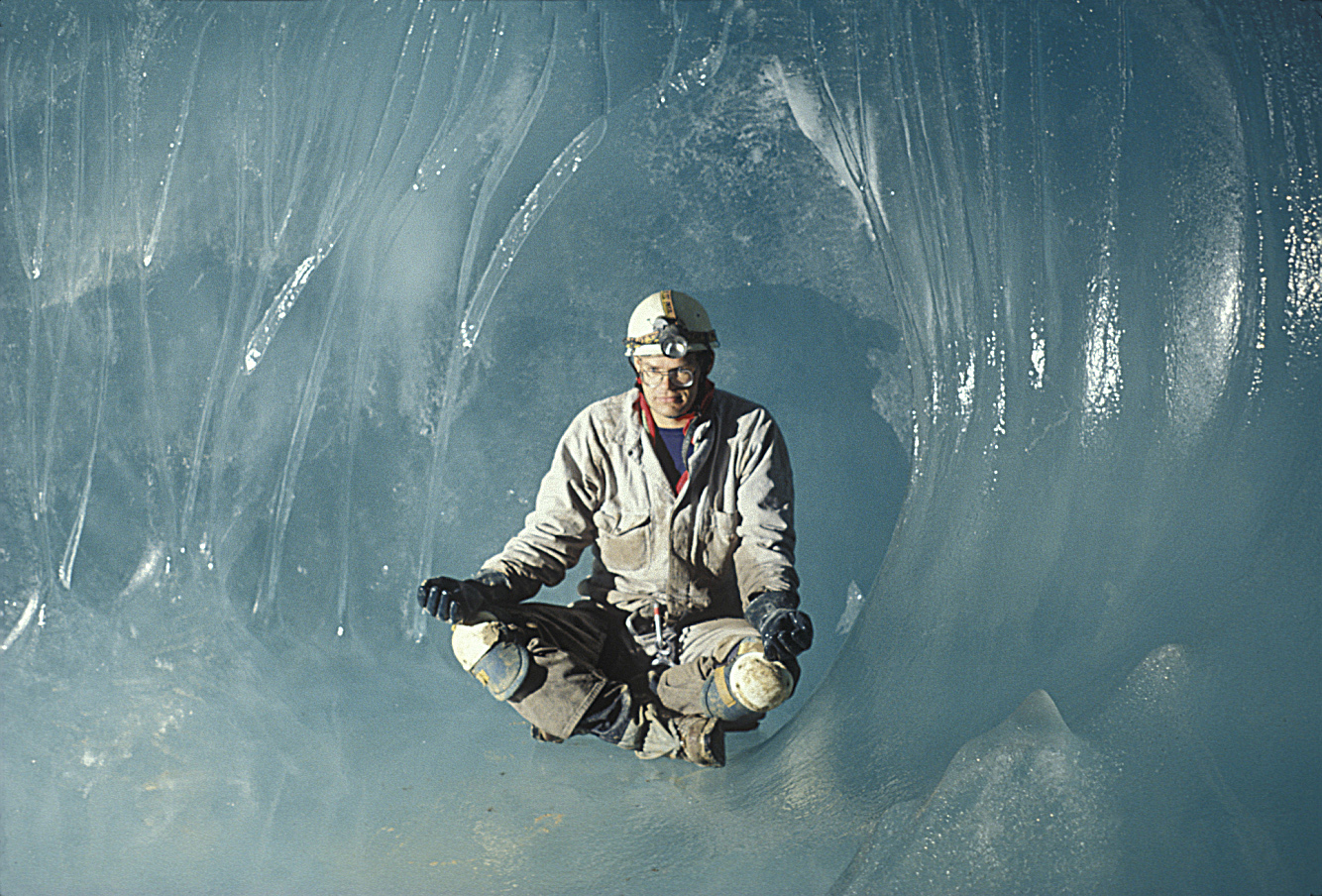
Spéléologue dans une glacière naturelle.

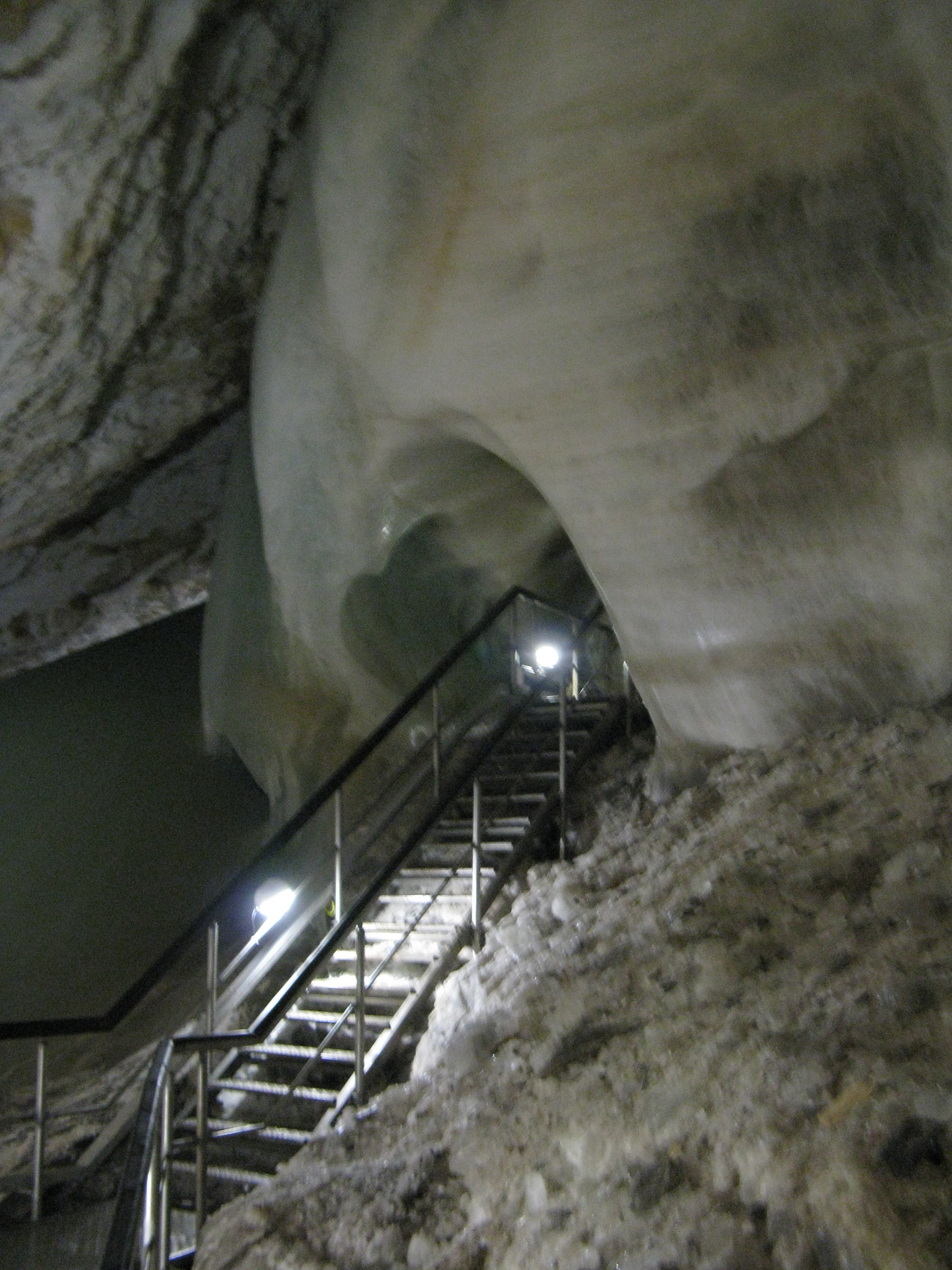
Tunnel de glace dans la grotte de glace de Dobšiná.

Une glacière naturelle est une cavité souterraine naturelle (grotte, scialet...) où la température reste négative ou proche de zéro degré Celsius tout au long de l'année, permettant un stockage naturel de la glace. Elle est généralement située dans un relief de type karstique, propice à la formation de grottes, comme les massifs calcaires.
Contrairement à un glacier, la glacière ne se forme pas uniquement par accumulation et transformation de neige, mais également par accumulation directe de glace provenant de la chute de stalactites ou la formation de stalagmites glacées.

## Fonctionnement d'une glacière naturelle

### Structure
Une glacière typique est formée d'une cavité fermée où la circulation de l'air est réduite, dans laquelle la neige et l'air froid peuvent pénétrer par une ou des ouvertures situées en hauteur. La dynamique des températures dans la cavité varie selon que les températures externes sont basses (hiver) ou élevées (été).

### En hiver
Durant les périodes de froid, l'air froid et la neige s'accumulent dans la cavité de la glacière.

### En été
Durant les périodes de hautes températures, l'air froid (plus lourd) reste piégé dans la glacière, tandis que l'air chaud (plus léger) stagne au-dessus; les échanges gazeux sont très réduits, et en conséquence le réchauffement de la masse de glace présente dans la glacière est très lent.
La température de la glace est régulée par un mécanisme de fusion : lorsque la température de la glace dépasse 0 °C, celle-ci fond partiellement, or la fusion de la glace nécessite de l'énergie, de sorte que la fusion d'une partie de la glace refroidit la glace restante. De fait, la température dans la glacière reste négative. Plus la masse de glace accumulée est importante, plus elle a de chances de subsister à une période de hautes températures. L'eau de fusion s'accumule dans la grotte (elle regèlera lors de périodes froides) ou s'infiltre dans la roche-mère.

## Les glacières naturelles en France

### LaGrotte de la Glacièredans leDoubs
Il s'agit de la glacière la plus basse d'altitude connue en France : elle se trouve en effet à la modeste altitude de 525 m.
La fonte étant devenue largement prédominante par rapport à l'accumulation, la glace a disparu. Elle a été vue pour la dernière fois durant l'hiver 2004-2005.
La glace formait des blocs plus ou moins semblables à des cylindres.
Plusieurs siècles auparavant, ces colonnes de glace atteignaient plusieurs dizaines de mètres de hauteur et touchaient ainsi le plafond de la grotte. Aujourd'hui, la grotte ne contient plus que 500 m3 de glace.
En 1743 et 1745 Jean-François Charpentier de Cossigny, ingénieur en chef à Besançon, écrit à Réaumur au sujet de la grotte de la Glacière de Chaux-lès-Passavant

### La Grotte de la Glacière deCorrençon-en-VercorsenIsère
Cette glacière  se trouve au cœur du massif du Vercors à environ 1 200 mètres d'altitude.
Elle est menacée de disparition à moyen terme, la fonte étant devenue prédominante par rapport à l'accumulation.
La glace qui s'accumule au fond de la grotte finit par former un glacier sur toute la surface. Comme de nombreux blocs de pierre chutent du plafond, cette glace est un mélange de pierres et de glace d'eau.

### La Fontaine (Trou) à Glace[5]près duLac de la CassièreenAuvergne
Le phénomène est légèrement différent. C'est la circulation d'un courant d'air très froid qui, en évaporant l'eau d'une source, provoque son refroidissement jusqu'à la congélation. La glace peut être observée en toute saison mais de façon un peu aléatoire en été, cependant la fonction glacière est toujours générée par le courant d'air très froid qui circule dans cette Cheire d'un ancien volcan. Il  existe plusieurs autres exemples dans les Volcans d'Auvergne.  

### Autres glacières naturelles en France
- La glacière de Carri (Vercors)[6]
- La glacière de Font d'Urle (commune de Bouvante, Vercors)
- La glacière d'Aviernoz (Dingy-Saint-Clair, Haute-Savoie)
- La glacière de Bournette (Bouvante)
- La glacière de Pra Courrier (Bouvante)
- La glacière de Pré Peyret (Gresse-en-Vercors)
- La glacière de Solaison (Brizon)
- La Grande Glacière du Quer de la Fourche (Seix)
- La Grande Glacière, près de la Tête de Bunant (Aviernoz)[7]

- Il existait autrefois une glacière dans le puits d'entrée de l'Abîme du Creux Percé à Pasques, en Côte-d'Or. Cette glacière a disparu dans la seconde moitié du XXe siècle, après que l'ouverture de nouvelles galeries ait entraîné la formation d'un courant d'air qui a provoqué la fonte de la glace accumulée. Le Creux Percé s'ouvrant à une altitude de 478 m, il s'agissait de la glacière la plus basse d'Europe[8].

## Les glacières naturelles en Suisse
- La Glacière de Monlési (commune de Boveresse, canton de Neuchâtel) : la plus importante de Suisse, avec un volume de glace d'environ 6 500 m3.
- La Glacière de Saint Livres (commune de Bière, canton de Vaud)
- La Glacière du Creux Bastian (commune de Provence, canton de Vaud)
- La Glacière de Saint Georges (commune de Saint Georges, canton de Vaud)[9]

## Les glacières naturelles en Autriche
- Eisriesenwelt

## Les glacières naturelles au Japon
- Narusawa-hyōketsu